# U.C.C. 2017-2018
Questa voce raccoglie le informazioni riguardanti l'U.C.C., nella sua seconda stagione con il nome di Assigeco Piacenza, nelle competizioni ufficiali della stagione 2017-2018.

## Stagione
La stagione 2017-2018 dell'U.C.C. sponsorizzata Assigeco, è la 6ª nella seconda serie italiana, la Serie A2.

## Organigramma societario
Aggiornato all'11 febbraio 2018.
- Presidente: Franco Curioni
- Vice Presidente: Luigi Stecconi
- Direttore Sportivo: Andrea Bausano[3]
- Team Manager: Sergio Codola
- Responsabile Marketing e Comunicazione: Michele Mondoni[4]
- Coordinatore Generale: Vittorio Boselli
- Consiglieri: Enzo Zimbalatti, Stefano Curioni, Massimiliano Franzoni, Giuseppe Grechi
- Resp. Statistiche Lega: Cesare Callegari, Davide Dosio, Lorenzo Callegari, Eugenio Livraghi

- Allenatore: Cesare Riva
- Assistenti: Alessandro Mambretti
- Preparatore Atletico: Mattia Raimondi[5]
- Medico: Gianluca Concardi
- Ortopedico: Piermario Carollo
- Fisioterapista: Matteo Anelli

## Roster
Aggiornato all'11 febbraio 2018.
| Assigeco Piacenza 2017-18 | Assigeco Piacenza 2017-18 |
| Giocatori                 | Staff tecnico             |
| ------------------------- | ------------------------- |

| N. | Naz.                                       | Ruolo | Nome                | Anno | Alt.   | Peso   |  |
| -- | ------------------------------------------ | ----- | ------------------- | ---- | ------ | ------ |  |
| 1  | Stati Uniti (bandiera)                     | PG    | Carlton Guyton      | 1990 | 193 cm | 88 kg  |  |
| 2  | Italia (bandiera)                          | P     | Fabio Montanari     | 2000 | 180 cm | 65 kg  |  |
| 3  | Italia (bandiera)                          | P     | Marco Passera       | 1982 | 180 cm | 74 kg  |  |
| 4  | Italia (bandiera)                          | P     | Valerio Costa       | 1997 | 180 cm | 78 kg  |  |
| 5  | Italia (bandiera)                          | P     | Giacomo Sanguinetti | 1990 | 181 cm |        |  |
| 6  | Senegal (bandiera)                         | AG    | Diouf Modu          | 1999 | 202 cm |        |  |
| 8  | Italia (bandiera)                          | A     | Luca Fontecchio     | 1991 | 202 cm | 100 kg |  |
| 9  | Italia (bandiera)                          | GA    | Matteo Formenti     | 1982 | 194 cm | 90 kg  |  |
| 10 | Italia (bandiera)                          | C     | Luca Infante (C)    | 1982 | 206 cm | 110 kg |  |
| 13 | Senegal (bandiera)                         | C     | Babacar Seye        | 1999 | 207 cm |        |  |
| 14 | Serbia (bandiera)                          | A     | Nemanja Dincic      | 1998 | 200 cm | 100 kg |  |
| 20 | Italia (bandiera)                          | G     | Umberto Livelli     | 1999 | 180 cm |        |  |
| 21 | Stati Uniti (bandiera)                     | AG    | Jonathan Arledge    | 1991 | 206 cm | 107 kg |  |
| 23 | Italia (bandiera)                          | GA    | Tommaso Oxilia      | 1998 | 201 cm | 85 kg  |  |
| 24 | Stati Uniti (bandiera) · Italia (bandiera) | AC    | Ryan Amoroso        | 1985 | 203 cm | 109 kg |  |
| 35 | Italia (bandiera)                          | G     | Andrea Oriti        | 2000 | 180 cm |        |  |
| 44 | Italia (bandiera)                          | G     | Davide Reati        | 1988 | 193 cm | 95 kg  |  |

| Allenatore                                                                         |
| - Cesare Riva                                                                      |
| Assistente/i                                                                       |
| - Alessandro Mambretti Legenda - (C) Capitano - (IN) Inattivo - Infortunato Roster |

## Mercato

### Sessione estiva
| Acquisti | Acquisti            | Acquisti          | Acquisti   | Acquisti |
| R.       | Nome                | da                | Modalità   |          |
| -------- | ------------------- | ----------------- | ---------- | -------- |
| A        | Luca Fontecchio     | Tigers Forlì      | definitivo |          |
| G        | Davide Reati        | Pall. Forlì 2.015 | definitivo |          |
| P        | Giacomo Sanguinetti | Bakery Piacenza   | definitivo |          |
| GA       | Tommaso Oxilia      | Virtus Bologna    | prestito   |          |
| PG       | Carlton Guyton      | Braunschweig      | definitivo |          |
| AG       | Jonathan Arledge    | Latina Basket     | definitivo |          |

| Cessioni | Cessioni             | Cessioni            | Cessioni       | Cessioni |
| R.       | Nome                 | a                   | Modalità       |          |
| -------- | -------------------- | ------------------- | -------------- | -------- |
| A        | Tommaso Raspino      | Amici Pall. Udinese | fine contratto |          |
| C        | Edoardo Persico      | Golfo Piombino      | fine contratto |          |
| AG       | Gilvydas Biruta      | Bourg-en-Bresse     | fine contratto |          |
| GA       | Kevin Brigato        | Fulgor Omegna       | fine contratto |          |
| G        | Riccardo Rossato     | Viola R. Calabria   | fine contratto |          |
| P        | Francesco De Nicolao | Virtus Roma         | fine contratto |          |
| G        | Kenny Hasbrouck      | Jesi Academy        | fine contratto |          |
| PG       | Stefano Borsato      | Mens Sana Siena     | fine contratto |          |
| AG       | Ali Gaadoudi         | Isernia             | fine contratto |          |
| G        | Davide Zucchi        | Fiorenzuola 1972    | fine contratto |          |

### Dopo l'inizio della stagione
| Acquisti | Acquisti      | Acquisti          | Acquisti        | Acquisti   |
| R.       | Nome          | da                | Data            | Modalità   |
| -------- | ------------- | ----------------- | --------------- | ---------- |
| P        | Marco Passera | Viola R. Calabria | 6 gennaio 2018  | definitivo |
| AC       | Ryan Amoroso  | Com. Mercedes     | 24 gennaio 2018 | definitivo |

| Cessioni | Cessioni        | Cessioni      | Cessioni        | Cessioni   |
| R.       | Nome            | a             | Data            | Modalità   |
| -------- | --------------- | ------------- | --------------- | ---------- |
| A        | Nemanja Dincic  | Blu Treviglio | 6 gennaio 2018  | prestito   |
| P        | Valerio Costa   | Basket Lecco  | 11 gennaio 2018 | prestito   |
| A        | Luca Fontecchio | Jesi Academy  | 25 gennaio 2018 | definitivo |

## Risultati

### Serie A2

#### Regular season

##### Girone di andata
| Arbitri: | Rudellat (Nuoro) Di Toro (Perugia) Callea (Sassari) |

|                                      |            |                                |
| Formenti 20 Guyton 15 Sanguinetti 14 | Punti      | 22 Brown 17 Antonutti 13 Imbrò |
| Sanguinetti 10                       | Assist     | 4 Musso                        |
| Reati 6                              | Rimbalzi   | 6 Musso, Brown                 |
| Andrea Zanchi                        | Allenatori | Stefano Pillastrini            |

| Arbitri: | Costa (Livorno) Maschio (Firenze) Solfanelli (Livorno) |

|                           |            |                                              |
| Jones 21 Amato 16 Udom 13 | Punti      | 20 Arledge 15 Guyton 9 Formenti, Sanguinetti |
| Greene, Amato 6           | Assist     | 4 Sanguinetti                                |
| Udom 11                   | Rimbalzi   | 8 Reati                                      |
| Luca Dalmonte             | Allenatori | Andrea Zanchi                                |

| Arbitri: | Foti (Vittuone) Yang Yao (Vigasio) Martellosio (Buccinasco) |

|                                 |            |                                |
| Guyton 25 Infante 12 Arledge 11 | Punti      | 19 Rivali 16 Powell 14 Corbett |
| Sanguinetti, Formenti 4         | Assist     | 7 Rivali                       |
| Reati 12                        | Rimbalzi   | 15 Powell                      |
| Andrea Zanchi                   | Allenatori | Gabriele Ceccarelli            |

| Arbitri: | Pepponi (Spello) Bonfanti (Lonigo) Capurro (Reggio Calabria) |

|                                 |            |                                    |
| Brown 22 Hasbrouck 21 Marini 15 | Punti      | 19 Reati 17 Sanguinetti 13 Arledge |
| Brown 8                         | Assist     | 4 Sanguinetti                      |
| Quarisa 12                      | Rimbalzi   | 7 Reati                            |
| Damiano Cagnazzo                | Allenatori | Andrea Zanchi                      |

| Arbitri: | D'Amato (Roma) Buttinelli (Cerveteri) Valzani (Martina Franca) |

|                               |            |                                   |
| Guyton 18 Arledge 15 Reati 14 | Punti      | 19 Fattori 14 Solano 13 Mascherpa |
| Sanguinetti 8                 | Assist     | 9 Ferri                           |
| Infante 7                     | Rimbalzi   | 8 Bozzetto                        |
| Andrea Zanchi                 | Allenatori | Cesare Ciocca                     |

| Arbitri: | Ursi (Livorno) Raimondo (Roma) Nuara (Selvazzano Dentro) |

|                                   |            |                               |
| Infante 23 Contento 13 Zampini 12 | Punti      | 20 Arledge 18 Guyton 14 Reati |
| Contento, Combs 2                 | Assist     | 3 Oxilia                      |
| Infante 8                         | Rimbalzi   | 9 Arledge                     |
| Emanuele Di Paolantonio           | Allenatori | Andrea Zanchi                 |

| Arbitri: | Tirozzi (Bologna) Pecorella (Trani) Bartolomeo (Cellino San Marco) |

|                               |            |                                                |
| Guyton 27 Arledge 17 Reati 11 | Punti      | 16 Jones, Brownridge 14 Candussi 12 Moraschini |
| Sanguinetti 6                 | Assist     | 3 Jones                                        |
| Arledge 12                    | Rimbalzi   | 8 Candussi                                     |
| Andrea Zanchi                 | Allenatori | Davide Lamma                                   |

| Arbitri: | Moretti (Marsciano) Maschietto (Treviso) Perocco (Ponzano Veneto) |

|                                       |            |                                |
| Montano 15 Grant, Rice 14 Masciadri 9 | Punti      | 20 Guyton 10 Arledge 8 Infante |
| Giachetti 5                           | Assist     | 4 Infante                      |
| Giachetti 8                           | Rimbalzi   | 9 Oxilia                       |
| Antimo Martino                        | Allenatori | Andrea Zanchi                  |

| Arbitri: | Boscolo (Chioggia) Wassermann (Trieste) Gonella (Genova) |

|                                                 |            |                                |
| Dykes 17 Raspino, Pellegrino, Diop 8 Veideman 7 | Punti      | 15 Guyton 11 Arledge 9 Infante |
| Raspino, Dykes, Nobile 2                        | Assist     | 6 Formenti                     |
| Raspino, Pellegrino, Dykes 5                    | Rimbalzi   | 5 Infante, Reati, Sanguinetti  |
| Lino Lardo                                      | Allenatori | Andrea Zanchi                  |

| Arbitri: | Begnis (Crema) Capozziello (Brindisi) Almerigogna (Trieste) |

|                               |            |                                   |
| Arledge 30 Guyton 25 Reati 20 | Punti      | 27 Sollazzo 23 Raffa 20 Strautiņš |
| Sanguinetti 10                | Assist     | 7 Sollazzo                        |
| Arledge 13                    | Rimbalzi   | 8 Strautiņš                       |
| Andrea Zanchi                 | Allenatori | Alessandro Crotti                 |

| Arbitri: | Terranova (Ferrara) Bonfante (Lonigo) Mottola (Taranto) |

|                               |            |                                                   |
| Bell 19 Maggioli 16 Wilson 14 | Punti      | 14 Guyton, Reati 12 Infante 8 Fontecchio, Arledge |
| Bell 5                        | Assist     | 2 Arledge, Reati                                  |
| Wilson 15                     | Rimbalzi   | 8 Guyton                                          |
| Demis Cavina                  | Allenatori | Andrea Zanchi                                     |

| Arbitri: | Scrima (Catanzaro) Caruso (Pavia) Morassutti (Sassari) |

|                                     |            |                                              |
| Guyton 23 Sanguinetti 22 Infante 17 | Punti      | 25 Jackson 20 Bonacini 11 DiLiegro, Severini |
| Sanguinetti 7                       | Assist     | 5 Bonacini                                   |
| Oxilia 11                           | Rimbalzi   | 10 DiLiegro                                  |
| Andrea Zanchi                       | Allenatori | Giorgio Valli                                |

| Arbitri: | Dionisi (Fabriano) Longobucco (Ciampino) Marton (Conegliano) |

|                                 |            |                                       |
| Green 21 Bowers 18 Fernández 14 | Punti      | 15 Arledge 12 Formenti 11 Sanguinetti |
| Fernández, Bowers 5             | Assist     | 3 Guyton, Sanguinetti, Formenti       |
| Janelidze 7                     | Rimbalzi   | 8 Infante                             |
| Eugenio Dalmasson               | Allenatori | Andrea Zanchi                         |

| Arbitri: | Bartoli (Trieste) Capurro (Reggio Calabria) Ferretti (Nereto) |

|                                                     |            |                                   |
| Sanguinetti, Arledge 14 Guyton 11 Reati, Formenti 8 | Punti      | 19 Legion 14 Italiano 12 Rosselli |
| Guyton, Infante 3                                   | Assist     | 3 Rosselli, McCamey               |
| Arledge 8                                           | Rimbalzi   | 6 Gandini                         |
| Andrea Zanchi                                       | Allenatori | Matteo Boniciolli                 |

| Arbitri: | Lo Guzzo (Pisa) Solfanelli (Livorno) Tarascio (Priolo Gargallo) |

|                              |            |                                  |
| Cortese 20 Rush 17 Venuto 15 | Punti      | 25 Arledge 19 Formenti 18 Guyton |
| Hall 7                       | Assist     | 6 Sanguinetti                    |
| Hall 15                      | Rimbalzi   | 10 Arledge                       |
| Alberto Martelossi           | Allenatori | Andrea Zanchi                    |

##### Girone di ritorno
| Arbitri: | Brindisi (Torino) Lestingi (Anzio) Del Greco (Verona) |

|                                                    |            |                                  |
| Antonutti, Sabatini 18 Imbrò 15 Brown, Lombardi 11 | Punti      | 14 Formenti 12 Guyton 10 Arledge |
| Fantinelli 9                                       | Assist     | 3 Reati                          |
| Lombardi 7                                         | Rimbalzi   | 11 Arledge                       |
| Stefano Pillastrini                                | Allenatori | Andrea Zanchi                    |

| Arbitri: | Beneduce (Caserta) Saraceni (Zola Predosa) Azami (Bologna) |

|                               |            |                                           |
| Guyton 20 Arledge 17 Reati 13 | Punti      | 13 Greene 10 Poletti, Amato 9 Udom, Jones |
| Passera 7                     | Assist     | 5 Amato                                   |
| Arledge 10                    | Rimbalzi   | 5 Udom                                    |
| Andrea Zanchi                 | Allenatori | Luca Dalmonte                             |

| Arbitri: | Noce (Latina) Gagliardi (Anagni) Buttinelli (Cerveteri) |

|                                |            |                                            |
| Amoroso 16 Corbett 14 Gueye 13 | Punti      | 15 Sanguinetti 13 Guyton, Arledge 11 Reati |
| Amoroso 4                      | Assist     | 4 Guyton                                   |
| Treier 7                       | Rimbalzi   | 9 Arledge                                  |
| Gabriele Ceccarelli            | Allenatori | Andrea Zanchi                              |

| Arbitri: | Tirozzi (Bologna) Scrima (Catanzaro) Puccini (Genova) |

|                                 |            |                                   |
| Infante 18 Arledge 15 Guyton 14 | Punti      | 22 Hasbrouck 15 Ihedioha 13 Green |
| Passera 9                       | Assist     | 10 Green                          |
| Arledge 8                       | Rimbalzi   | 8 Marini, Rinaldi                 |
| Andrea Zanchi                   | Allenatori | Damiano Cagnazzo                  |

| Arbitri: | Rudellat (Nuoro) Martellosio (Buccinasco) Maffei (Preganziol) |

|                                   |            |                                            |
| Fattori 19 Mascherpa 17 Hollis 14 | Punti      | 15 Infante 14 Sanguinetti, Oxilia 13 Reati |
| Ferri 5                           | Assist     | 4 Guyton                                   |
| Hollis 10                         | Rimbalzi   | 9 Infante                                  |
| Cesare Ciocca                     | Allenatori | Andrea Zanchi                              |

| Arbitri: | Dori (Mirano) Marton (Conegliano) Almerigogna (Trieste) |

|                                         |            |                                 |
| Guyton 13 Arledge 12 Reati, Formenti 11 | Punti      | 19 Ogide 12 Carlino 10 Contento |
| Amoroso, Arledge, Guyton 3              | Assist     | 3 Marulli                       |
| Infante 11                              | Rimbalzi   | 10 Ogide                        |
| Cesare Riva                             | Allenatori | Emanuele Di Paolantonio         |

| Arbitri: | D'Amato (Roma) Marota (San Benedetto del Tronto) Triffiletti (Messina) |

|                                   |            |                                  |
| Vencato 18 Moraschini 17 Cucci 12 | Punti      | 19 Guyton 16 Arledge 15 Formenti |
| Moraschini 5                      | Assist     | 6 Passera                        |
| Jones 8                           | Rimbalzi   | 6 Infante, Arledge               |
| Davide Lamma                      | Allenatori | Cesare Riva                      |

| Arbitri: | Caforio (Brindisi) Pecorella (Trani) Morassutti (Sassari) |

|                               |            |                               |
| Guyton 22 Arledge 20 Reati 13 | Punti      | 14 Grant 13 Rice 12 Giachetti |
| Passera 4                     | Assist     | 3 Rice                        |
| Arledge 12                    | Rimbalzi   | 9 Rice                        |
| Cesare Riva                   | Allenatori | Antimo Martino                |

| Arbitri: | Martolini (Roma) Dionisi (Fabriano) Nuara (Selvazzano Dentro) |

|                                                 |            |                                   |
| Formenti 11 Reati, Arledge 10 Infante, Guyton 7 | Punti      | 19 Dykes 11 Pellegrino 9 Veideman |
| Sanguinetti 4                                   | Assist     | 4 Dykes                           |
| Arledge 8                                       | Rimbalzi   | 11 Pellegrino                     |
| Cesare Riva                                     | Allenatori | Lino Lardo                        |

| Arbitri: | Noce (Latina) Callea (Sassari) Mottola (Taranto) |

|                                |            |                                |
| Smith 23 Ghersetti 19 Raffa 14 | Punti      | 19 Arledge 17 Guyton 12 Oxilia |
| Raffa, Smith 3                 | Assist     | 5 Arledge                      |
| Strautiņš 8                    | Rimbalzi   | 12 Arledge                     |
| Alessandro Crotti              | Allenatori | Cesare Riva                    |

| Arbitri: | Gagliardi (Anagni) Longobucco (Ciampino) Buttinelli (Cerveteri) |

|                                       |            |                                      |
| Guyton 20 Arledge 17 Reati, Oxilia 12 | Punti      | 16 Wilson 11 Prato, Penna 6 Maggioli |
| Passera, Formenti, Guyton 5           | Assist     | 2 Maggioli, Toffali                  |
| Oxilia 7                              | Rimbalzi   | 10 Wilson                            |
| Cesare Riva                           | Allenatori | Demis Cavina                         |

| Arbitri: | Dori (Mirano) Catani (Pescara) Marton (Conegliano) |

|                                           |            |                                        |
| Jackson 18 DiLiegro, Severini 15 Naimy 12 | Punti      | 17 Reati 12 Formenti 11 Oxilia, Guyton |
| Naimy 5                                   | Assist     | 4 Passera                              |
| DiLIegro 10                               | Rimbalzi   | 6 Infante                              |
| Giorgio Valli                             | Allenatori | Cesare Riva                            |

| Arbitri: | Boscolo Nale (Chioggia) Foti (Vittuone) Pecorella (Trani) |

|                                             |            |                                       |
| Arledge, Oxilia 13 Guyton 11 Sanguinetti 10 | Punti      | 17 Green, Mussini 12 Bowers 9 Prandin |
| Guyton 8                                    | Assist     | 4 Da Ros                              |
| Guyton 8                                    | Rimbalzi   | 5 Bowers, Green                       |
| Cesare Riva                                 | Allenatori | Eugenio Dalmasson                     |

| Arbitri: | Sardella (Rimini) Maffei (Preganziol) Valzani (Martina Franca) |

|                                     |            |                               |
| Mancinelli 20 Pini 14 Cinciarini 13 | Punti      | 16 Oxilia 12 Arledge 11 Reati |
| Rosselli 10                         | Assist     | 7 Sanguinetti                 |
| Cinciarini, Rosselli 7              | Rimbalzi   | 8 Reati, Arledge              |
| Gianmarco Pozzecco                  | Allenatori | Cesare Riva                   |

| Arbitri: | Brindisi (Torino) Pazzaglia (Pesaro) Del Greco (Verona) |

|                                          |            |                                       |
| Guyton 20 Amoroso, Formenti 16 Oxilia 13 | Punti      | 20 Fantoni 13 Molinaro 12 Panni, Hall |
| Passera 11                               | Assist     | 10 Moreno                             |
| Amoroso 8                                | Rimbalzi   | 10 Hall                               |
| Cesare Riva                              | Allenatori | Andrea Bonacina                       |

#### Play-Out

##### 1º turno
| Arbitri: | Masi (Firenze) Marton (Conegliano) Catani (Pescara) |

|                               |            |                                 |
| Reati 24 Arledge 17 Oxilia 15 | Punti      | 20 Turner 14 Mascolo 8 Vangelov |
| Sanguinetti 8                 | Assist     | 4 Thomas                        |
| Reati, Oxilia 6               | Rimbalzi   | 5 Vangelov                      |
| Cesare Riva                   | Allenatori | Maurizio Bartocci               |

| Arbitri: | D'Amato (Roma) Gagno (Spresiano) Bonfante (Lonigo) |

|                                |            |                                      |
| Mascolo 18 Turner 11 Ronconi 9 | Punti      | 21 Reati, Oxilia 9 Guyton 7 Formenti |
| Turner 4                       | Assist     | 6 Passera                            |
| Caruso 9                       | Rimbalzi   | 9 Amoroso                            |
| Maurizio Bartocci              | Allenatori | Cesare Riva                          |